# Rio Bonito (kommun)
Rio Bonito är en kommun i Brasilien.   Den ligger i delstaten Rio de Janeiro, i den sydöstra delen av landet, 900 km sydost om huvudstaden Brasília. Antalet invånare är 55 586. Arean är 462 kvadratkilometer.
Terrängen i Rio Bonito är huvudsakligen kuperad, men österut är den platt.
Följande samhällen finns i Rio Bonito:
- Rio Bonito

Omgivningarna runt Rio Bonito är huvudsakligen savann. Runt Rio Bonito är det ganska tätbefolkat, med 58 invånare per kvadratkilometer.